# Almè
Almè (lombardul: Almé) település Olaszországban, Lombardia régióban, Bergamo megyében. Lakosainak száma 5496 fő (2023. január 1.). Almè Villa d’Almè, Almenno San Bartolomeo, Sorisole, Almenno San Salvatore és Paladina községekkel határos.

## Népesség
A település népességének változása:
| Lakosok száma | 5619 | 5604 | 5496 |
|               | 2017 | 2018 | 2023 |